# Aït Iaâza

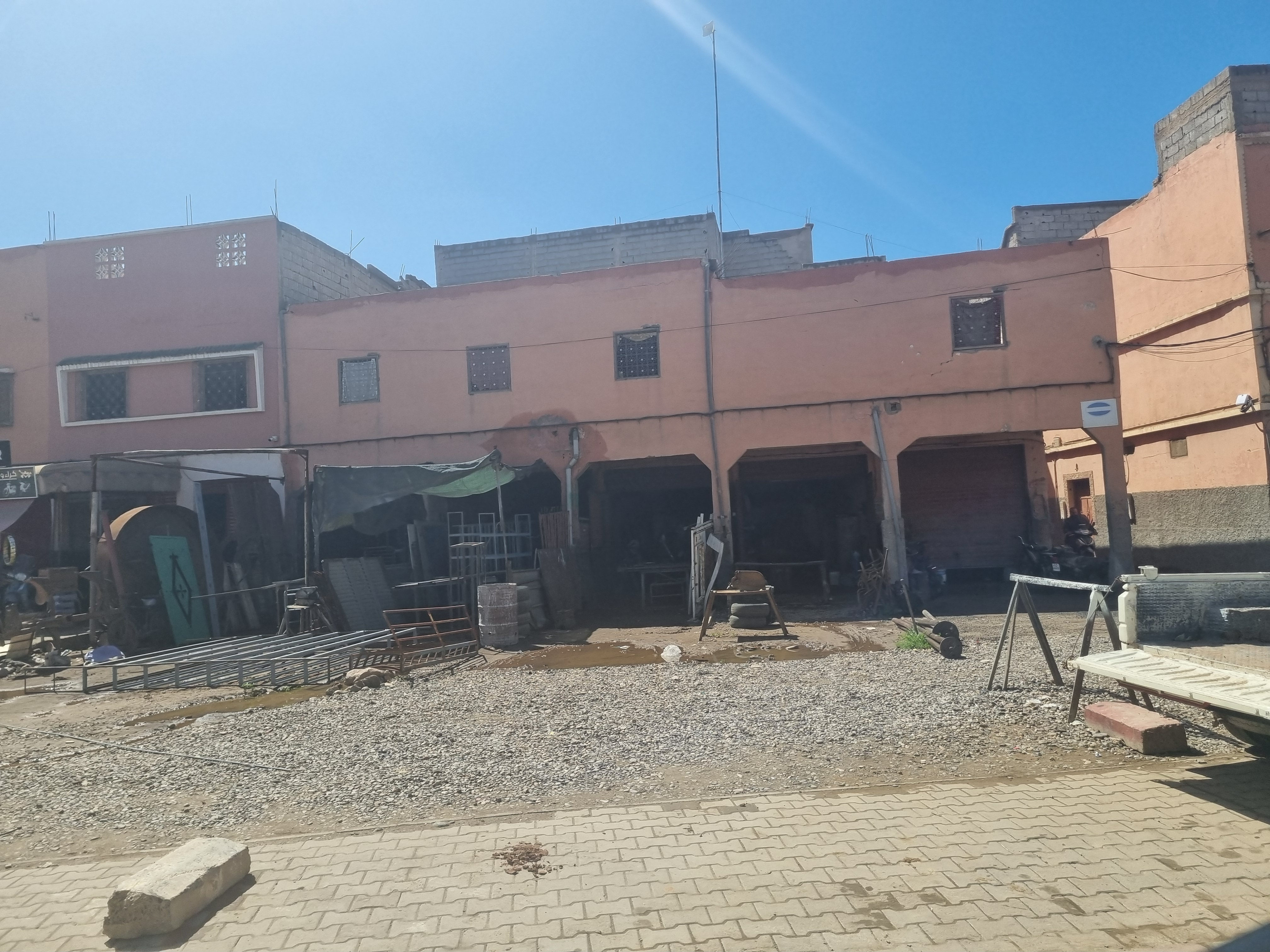
Bebyggelse utefter huvudgatan.

Aït Iaâza (arabiska: أيت ايعزة) är en stad i Marocko. Den ligger i provinsen Taroudannt och regionen Souss-Massa, 400 km söder om huvudstaden Rabat. Antalet invånare var 14 259 vid folkräkningen 2014.